# Shauna Cross
Shuana Cross (Austin, ...) è una sceneggiatrice e pattinatrice statunitense.
Ha giocato per le Los Angeles Derby Dolls sotto lo pseudonimo di "Maggie Mayhem", e successivamente ha scritto nel 2007 il romanzo Derby Girl, una versione romanzata delle sue esperienze nel campionato TXRD Lonestar Rollergirls. Nel 2009 ha scritto un adattamento cinematografico del romanzo, Whip It, che è stato diretto da Drew Barrymore; è stata nominata da Variety tra i 10 sceneggiatori da tenere d'occhio nel 2008.

## Biografia
Shauna Cross è nata e cresciuta ad Austin insieme ai suoi due fratelli e alla sorella.

## Carriera
Nel 2007 il romanzo Derby Girl, incentrato su una ragazza di una piccola città che pratica il roller derby, è stato pubblicato da Henry Holt and Co. La Cross stessa giocò inizialmente nel campionato TXRD Lonestar Rollergirls. Inizialmente non voleva scrivere delle sue esperienze nel roller derby, ma i suoi amici la convinsero a trasformare l'idea in una storia. Anche se lei era principalmente una sceneggiatrice, un suo amico la presentò al suo agente letterario, Steve Malk, al quale piacque l'idea. La Cross scrisse Derby Girl in quattro mesi, e Malk vendette il manoscritto (inizialmente chiamato Derby Doll) a Henry Holt dopo averlo spedito a diverse case editrici.
Dopo aver finito Derby Girl, la Cross propose di trarne un film alla casa di produzione di Drew Barrymore, la Flower Films. Il progetto fu accettato dopo la presentazione del copione - sotto il nuovo titolo di Whip It - e Drew Barrymore decise di dirigere lei stessa il film.
Shauna Cross è stata ingaggiata per adattare il romanzo di Gayle Forman Resta anche domani; il film sarà diretto da R.J.Cutler. Ha adattato anche (con Heather Hach) il libro di Heidi Murkoff "What to Expect When You're Expecting" nel film omonimo, e sta scrivendo una sceneggiatura chiamata "Live Nude Girls", circa la sindacalizzazione dello strip club Lusty Lady a San Francisco nel corso degli anni novanta.

## Opere

### Libri
- Derby Girl (2007)

### Film (come sceneggiatrice)
- Taking 5 - Una Rock Band in Ostaggio (Taking 5) (2007)
- Whip It (2009)
- Che cosa aspettarsi quando si aspetta (What to Expect When You're Expecting) (2012)
- Resta anche domani (If I Stay) (2014)
- Live Nude Girls
- Babbo bastardo 2 (Bad Santa 2) (2016)